# Разукрашенная бабочка
Разукрашенная бабочка, или окаймлённая рыба-бабочка, или коричневополосый цитароед (лат. Chaetodon ornatissimus) — вид морских лучепёрых рыб из семейства щетинозубых отряда окунеобразных.
Длина тела до 20 см. В спинном плавнике 12—13 колючих и 24—28 мягких лучей, в анальном — 3 колючих и 20—23 мягких. Окраска белая с оранжевыми или оранжево-коричневыми диагональными полосами на боках. Непарные плавники с двумя узкими чёрными полосами по краю. Голова жёлтая с двумя широкими чёрными поперечными полосами, одна из них проходит через глаз.
Обитает в тропических водах Индийского и Тихого океанов от Мальдивов и Шри-Ланки до Полинезии и Гавайских островов, на север до южной Японии и на юг до островов Лорд-Хау и Пасхи. Населяет внешние и расположенные в лагунах коралловые рифы, встречается на глубинах от 1 до 36 м.
Во время нереста образуют временные семейные пары. Питаются исключительно коралловыми полипами и не могут быть адаптированы к заменяющим видам кормов. Содержание в домашнем аквариуме невозможно.
|  |  |  |